# Blasii-Friedhof

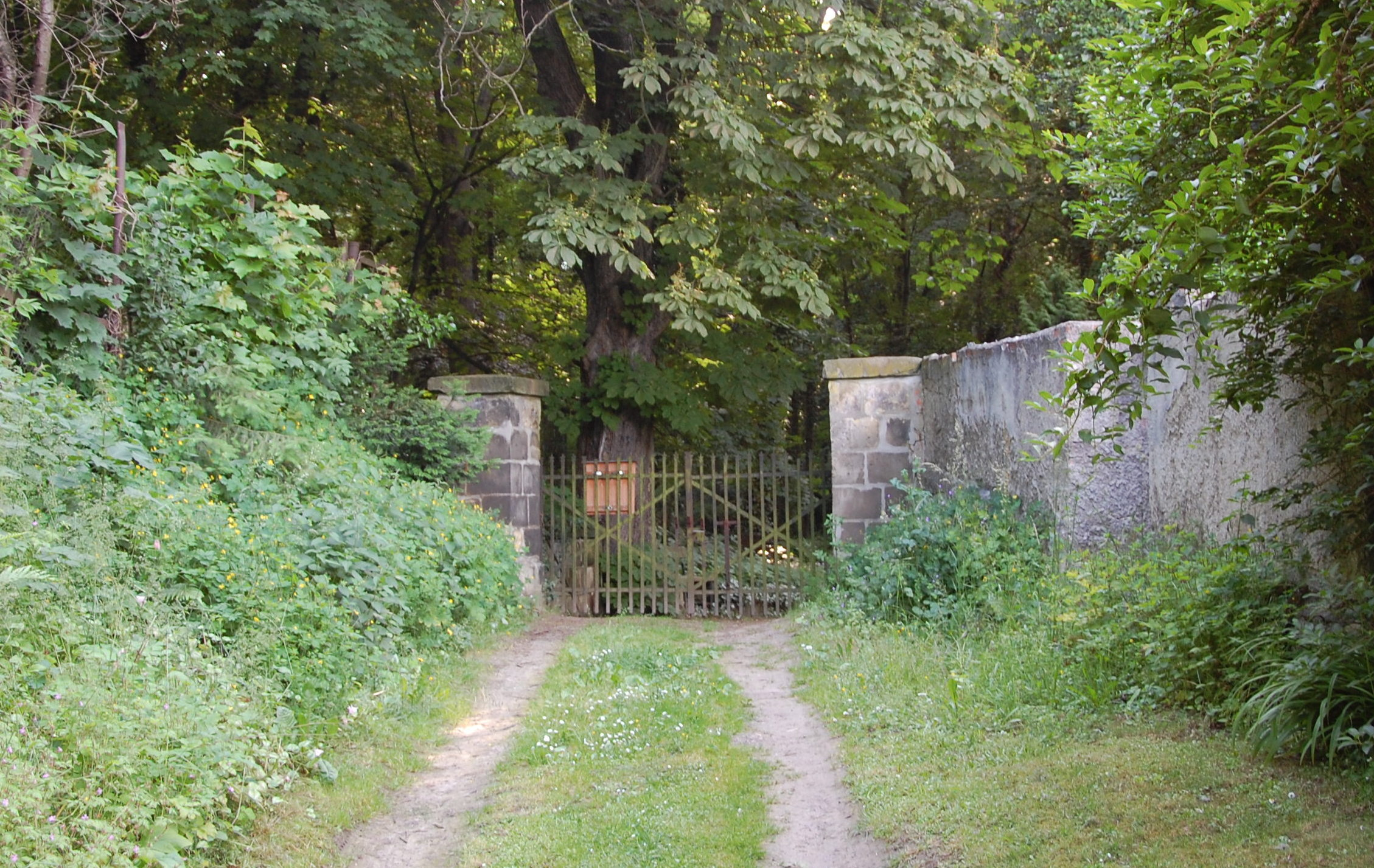
Friedhofseingang

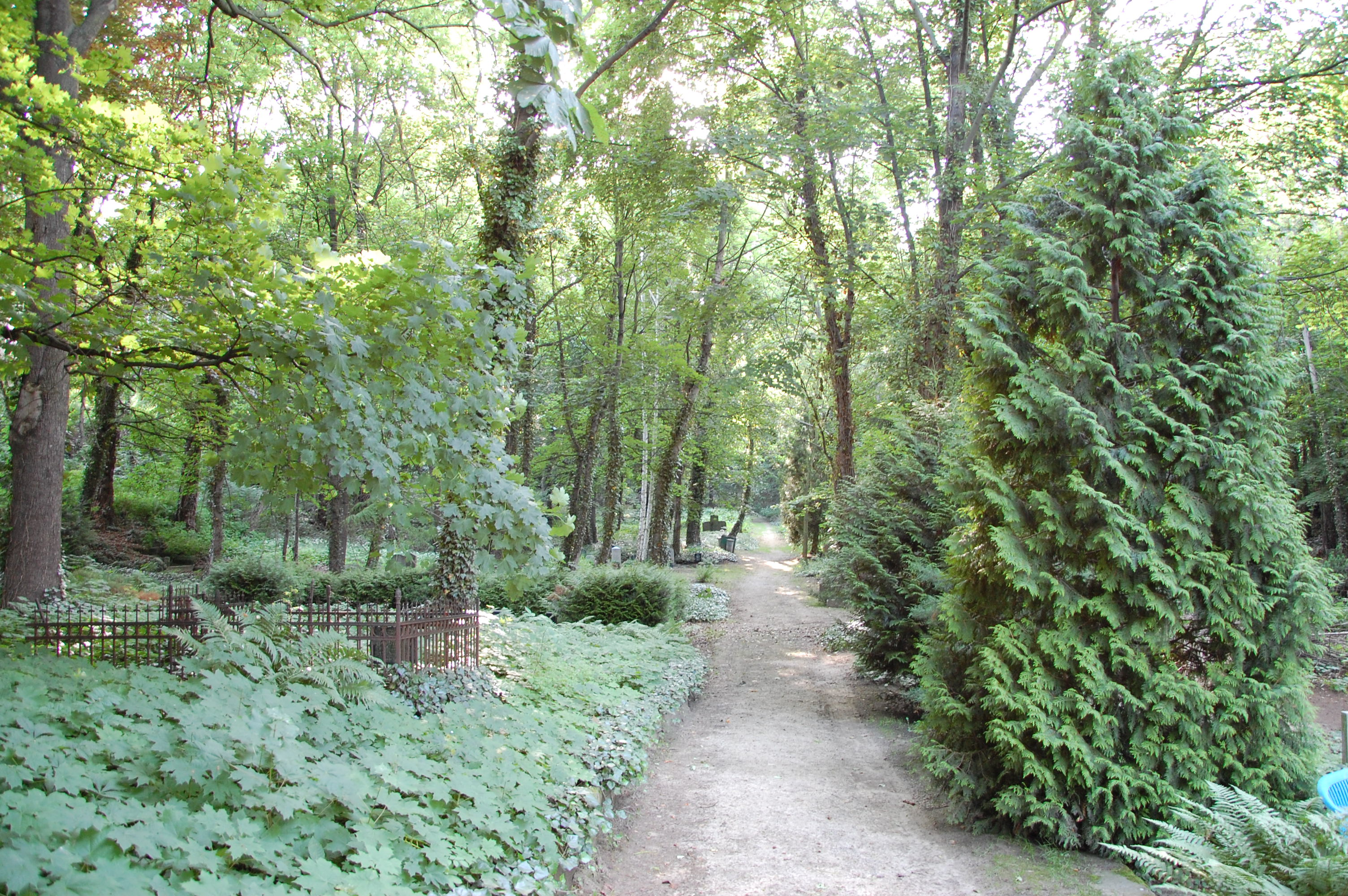
Blick über den Blasii-Friedhof

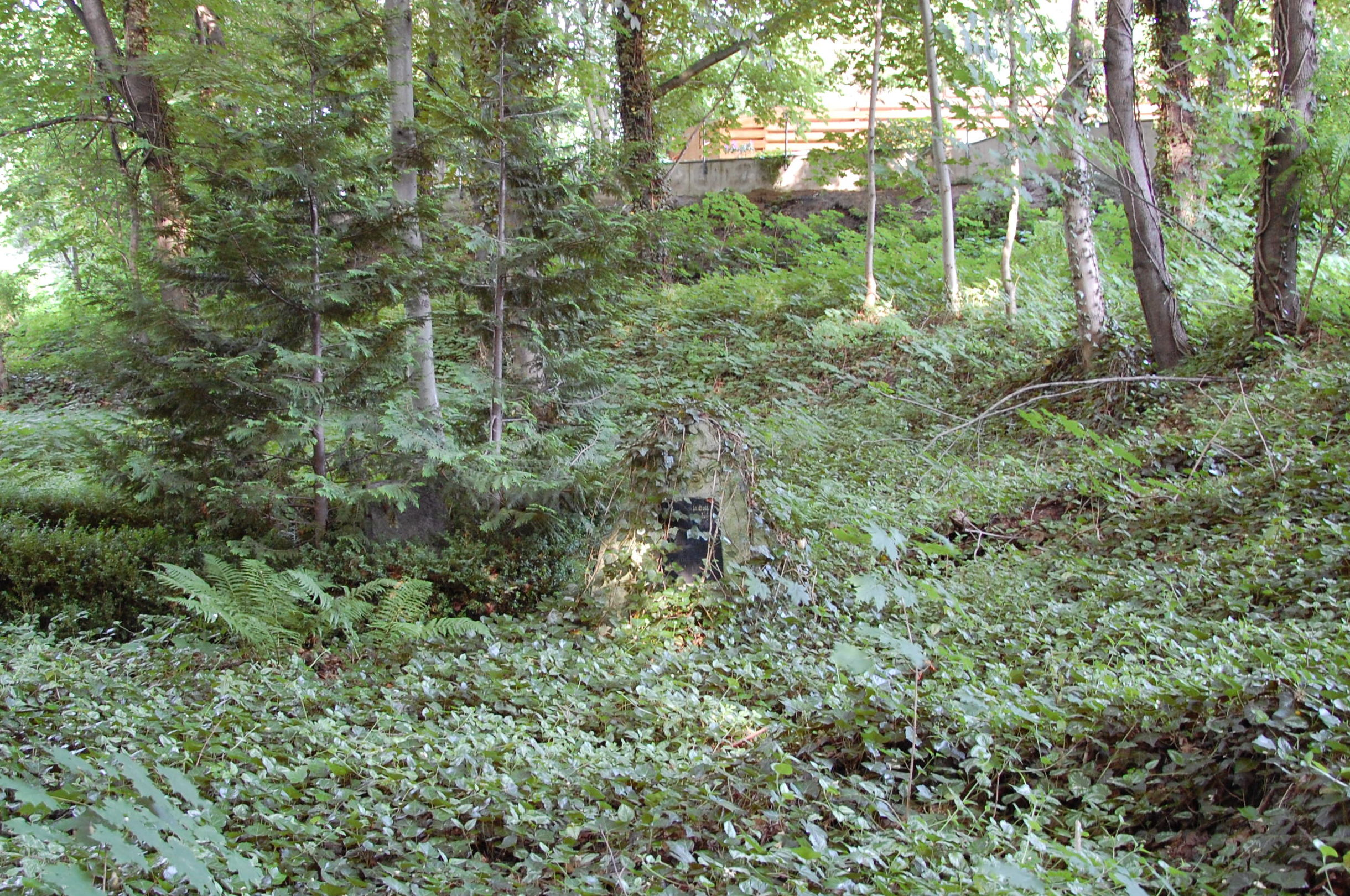
Überwucherte Grabanlagen

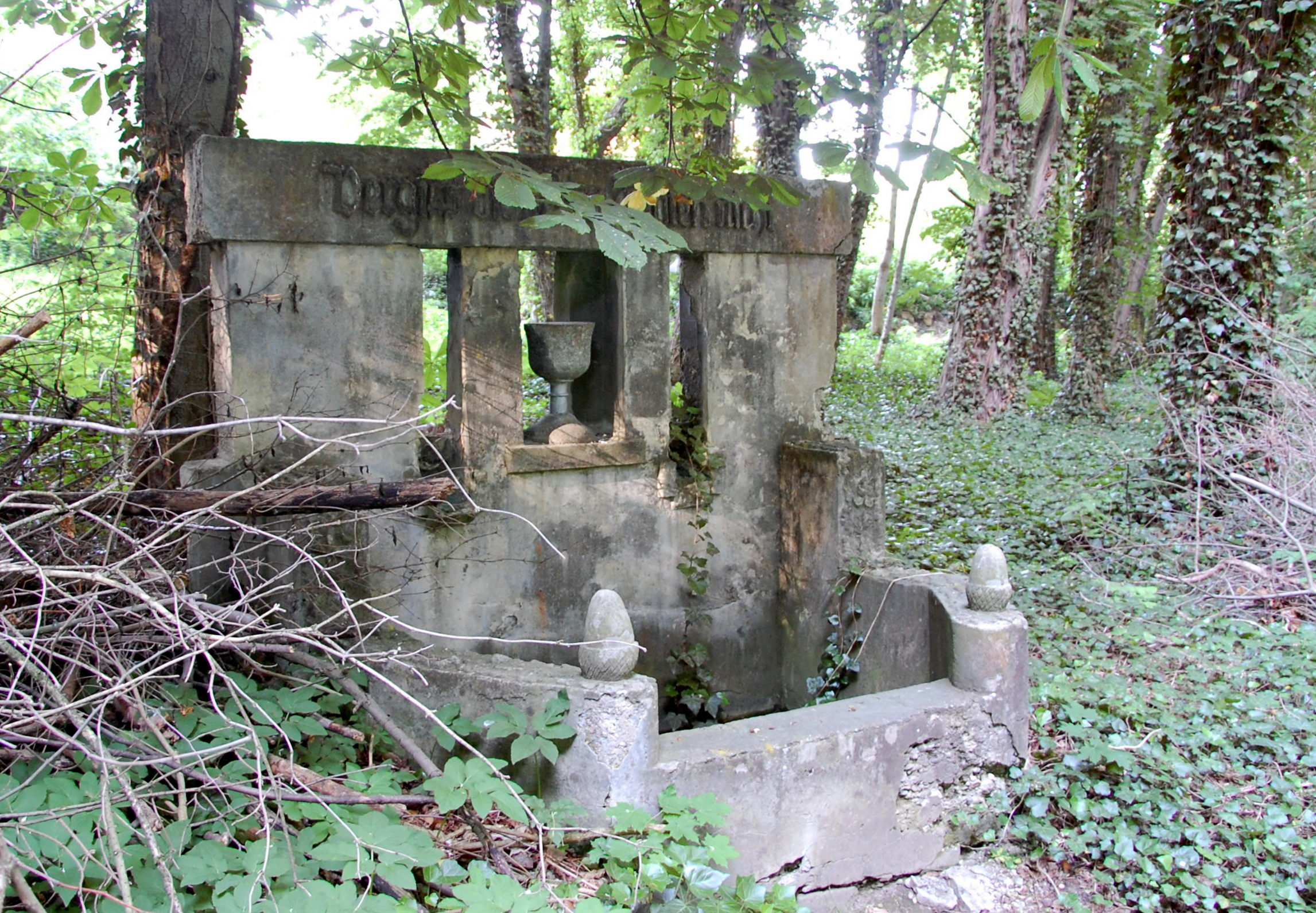
Friedhofsbrunnen

Der Blasii-Friedhof ist ein Friedhof in der Stadt Quedlinburg in Sachsen-Anhalt.

## Lage
Das Friedhofsgelände befindet sich westlich der historischen Quedlinburger Altstadt, nördlich des Münzenbergs an der Straße Zwergkuhle.

## Architektur und Geschichte
Der Friedhof entstand in den Jahren 1841 bis 1843 und ist im Quedlinburger Denkmalverzeichnis eingetragen. Er wurde als Ersatz für den aufgelassenen innerstädtischen Friedhof an der Sankt-Blasii-Kirche eingerichtet. Der Friedhof wurde auf einer künstlich abgesenkten Fläche in die umgebenden Hänge eingefügt.
Vom Friedhofstor führt ein Weg nach Westen zum Aussegnungsplatz. Dort befindet sich eine aus Sandstein gefertigte Altarmensa mit einer Höhe von einem Meter und einer Breite von 1,86 Meter. An der Vorderseite ist der Schriftzug Sei getreu – Bis in den Tod zu lesen. Auf der Mensa ist ein im Stil der Neogotik geschaffenes Kreuz von 1,70 Meter Höhe und einer Breite von einem Meter befestigt. Der senkrechte Balken ist mit zwei Palmzweigen und einem Strahlenkranz verziert. Vor dem Kreuz liegt eine aus Sandstein gefertigte Nachbildung einer aufgeschlagenen Bibel.
Auf dem Friedhof sind noch Reste der ursprünglichen Bepflanzung erhalten. Insgesamt erweckt der Friedhof einen waldartigen Eindruck. Die Einfriedung besteht aus einer aus der Mitte des 19. Jahrhunderts stammenden Sandsteinquadermauer in die eine Toranlage mit geschmiedetem Tor eingefügt ist.
Darüber hinaus befinden sich mehrere historische Gräber in der Anlage, darunter ein großes Grabmal in der Gestaltung des Jugendstils. Ein aus Porzellan gefertigtes Grabmal in Form eines kleinen Buches wurde geborgen und befindet sich in der Domküsterei. Ein weiteres Grabmal wurde auf die Urnengemeinschaftsgrabanlage des Marktfriedhofs umgesetzt.
Der auf dem Blasii-Friedhof befindliche Brunnen entstand in den 1910er Jahren. Er ist drei Meter breit und 1,50 Meter hoch. Der mit Eichenlaub und Eichel sowie einem Kelch verzierte Brunnen trägt die Inschrift Vergiss die lieben Toten nicht.
Im Jahr 2012 wurde der Blasii-Friedhof aufgrund seiner besonderen Atmosphäre in eine Liste von 111 Orten in Sachsen-Anhalt die man gesehen haben muss aufgenommen.